# Michael Dal Colle
Michael Dal Colle (* 20. Juni 1996 in Richmond Hill, Ontario) ist ein kanadischer Eishockeyspieler, der zuletzt bis zum Ende der Saison 2024/25 bei den Iserlohn Roosters aus der Deutschen Eishockey Liga (DEL) unter Vertrag gestanden und dort auf der Position des linken Flügelstürmers gespielt hat. Zwischen 2016 und 2022 verbrachte Dal Colle insgesamt sechs Spielzeiten in der Organisation der New York Islanders aus der National Hockey League (NHL), für die er 116 Partien absolvierte.

## Karriere

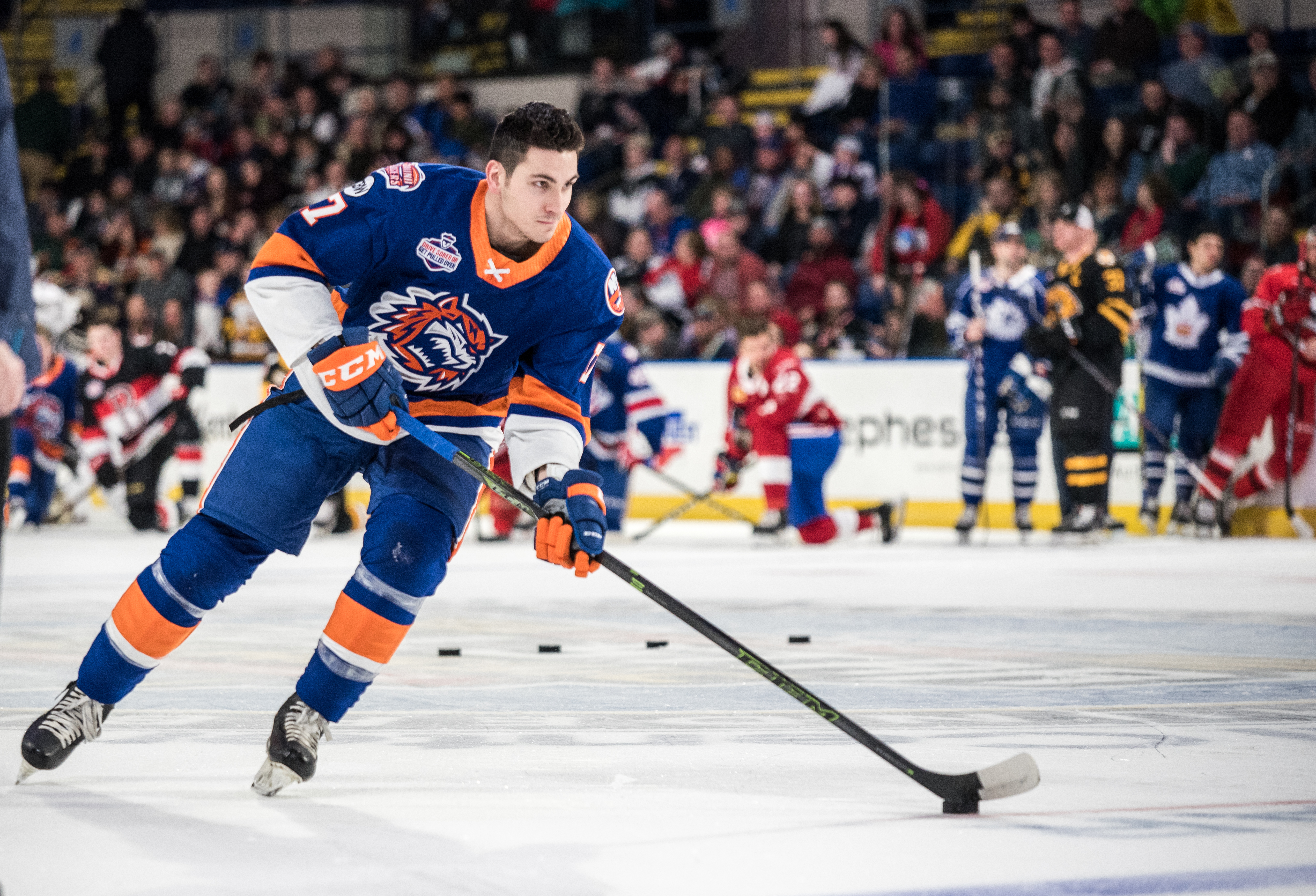
Dal Colle beim AHL All-Star Classic (2019)

Dal Colle begann seine Karriere in der Jugendmannschaft Vaughan Kings, die er in seinen letzten beiden Spielzeiten als Mannschaftskapitän anführte. In der Saison 2011/12 gelang dem Team der Einzug in den OHL Cup, ein Nachwuchsturnier der Ontario Hockey League (OHL), das Dal Colle mit elf Scorerpunkten aus fünf Spielen als drittbester Scorer abschloss. Anschließend wechselte er für fünf Spiele zu den St. Michael’s Buzzers in die zweitklassige Ontario Junior Hockey League (OJHL), bevor er in der Priority Selection 2012 der OHL von den Oshawa Generals an siebter Gesamtposition ausgewählt wurde. In seiner Debütsaison 2012/13 erzielte der Stürmer 48 Scorerpunkte in 63 Einsätzen und wurde ins All-Rookie Team der OHL gewählt. In der folgenden Spielzeit steigerte er seine Punktausbeute deutlich und schloss das Spieljahr mit 95 Punkten als Topscorer der Generals und insgesamt sechstbester Scorer der Liga ab. Vor dem NHL Entry Draft 2014 wurde er in den Rankings der International Scouting Services auf dem dritten Rang geführt. Im anschließenden Draft wählten ihn die New York Islanders aus der National Hockey League (NHL) an fünfter Position aus. Im Frühjahr 2015 gewann er mit den Oshawa Generals den J. Ross Robertson Cup und wurde ins OHL Third All-Star Team berufen. Den anschließenden Memorial Cup 2015 gewannen die Generals ebenfalls, wobei Dal Colle ins All-Star Team des Turniers gewählt wurde.
Im Januar 2016 wechselte Dal Colle innerhalb der OHL zu den Kingston Frontenacs, die im Gegenzug Robbie Burt sowie vier Wahlrechte für die OHL Priority Selection an die Generals abgaben. In Kingston beendete der Angreifer die OHL-Saison und wechselte im Anschluss in die Organisation der New York Islanders, wobei er wenig später für deren Farmteam, die Bridgeport Sound Tigers, in der American Hockey League (AHL) sein Profidebüt gab. Im Januar 2018 gab der Angreifer sein Debüt für die Islanders in der NHL, ehe er sich mit der Saison 2019/20 in deren Aufgebot etablierte. Seinen Stammplatz dort verlor er allerdings zur Saison 2021/22 wieder. Nach dieser Spielzeit wurde sein Vertrag nicht verlängert, sodass seine Zeit bei den Islanders nach über sechs Jahren endete.
Nachdem er bis zum Saisonstart im Oktober 2022 keinen neuen Arbeitgeber auf dem nordamerikanischen Kontinent gefunden hatte, entschied sich Dal Colle zunächst für eine Spielzeit in die finnische Liiga zum Traditionsverein TPS Turku zu wechseln. In 36 Saisonspielen punktete der Kanadier 19-mal. Im Juli 2023 wechselte der Kanadier schließlich zu den Iserlohn Roosters in die Deutsche Eishockey Liga (DEL). In der Saison 2023/24 war er mit 45 Punkten der erfolgreichste Scorer der Roosters und unter den zehn besten Scorern der DEL-Hauptrunde, so dass sein Vertrag bei den Sauerländern verlängert wurde.

### International
Auf internationaler Ebene gewann Dal Colle mit der kanadischen Mannschaft beim Ivan Hlinka Memorial Tournament 2013 die Goldmedaille. Zudem repräsentierte er seine Heimatprovinz Ontario bei der World U-17 Hockey Challenge im selben Jahr.

## Erfolge und Auszeichnungen
| - 2013 OHL First All-Rookie Team - 2014 OHL Second All-Star Team - 2015 J.-Ross-Robertson-Cup-Gewinn mit den Oshawa Generals - 2015 OHL Third All-Star-Team | - 2015 Memorial-Cup-Gewinn mit den Oshawa Generals - 2015 Memorial Cup All-Star Team - 2019 Teilnahme am AHL All-Star Classic |

### International
- 2013 Goldmedaille beim Ivan Hlinka Memorial Tournament

## Karrierestatistik

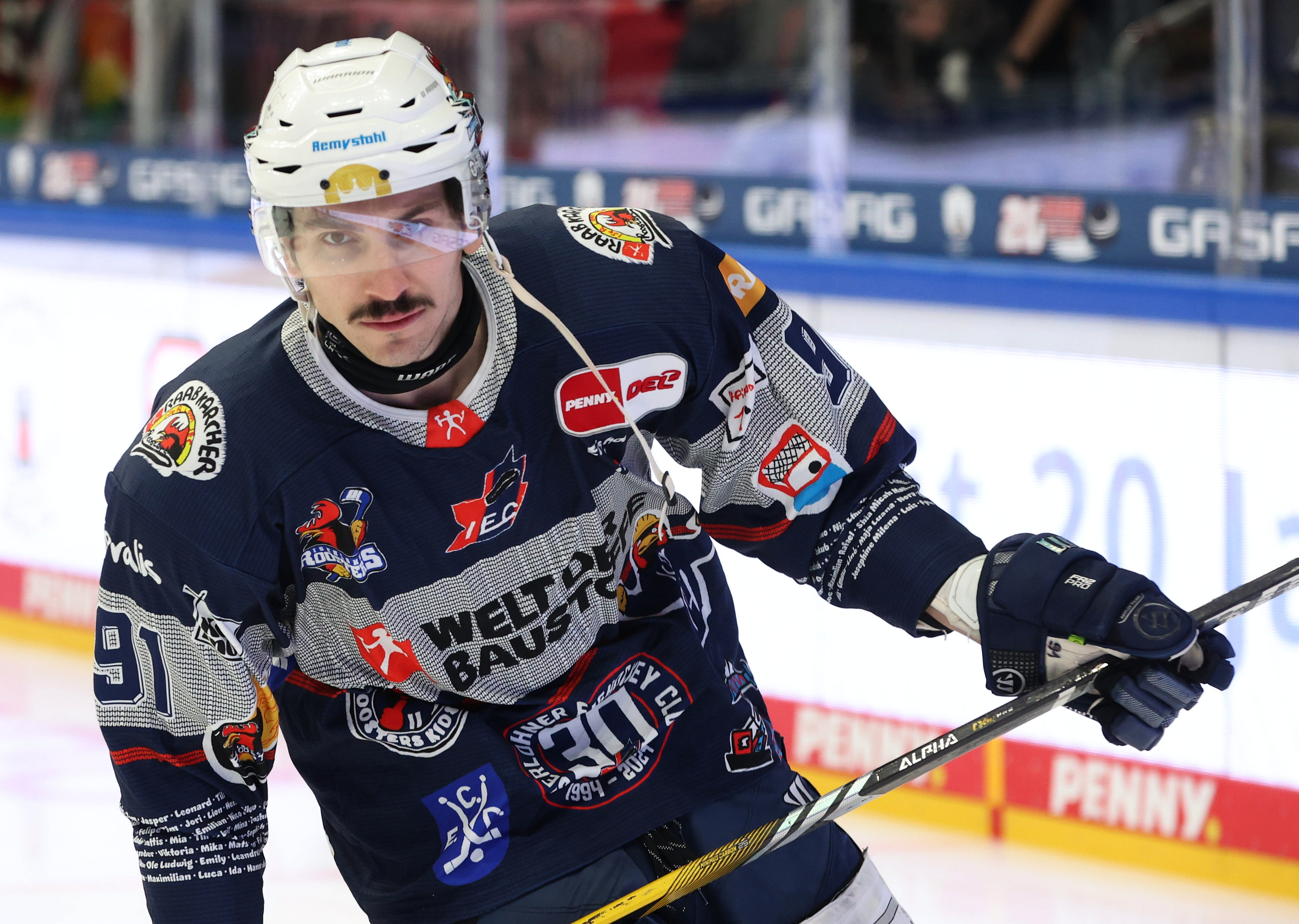
Dal Colle im Trikot der Iserlohn Roosters (2024)

Stand: Ende der Saison 2024/25

### International
Vertrat Kanada bei:
- World U-17 Hockey Challenge 2013
- Ivan Hlinka Memorial Tournament 2013

(Legende zur Spielerstatistik: Sp oder GP = absolvierte Spiele; T oder G = erzielte Tore; V oder A = erzielte Assists; Pkt oder Pts = erzielte Scorerpunkte; SM oder PIM = erhaltene Strafminuten; +/− = Plus/Minus-Bilanz; PP = erzielte Überzahltore; SH = erzielte Unterzahltore; GW = erzielte Siegtore; 1 Play-downs/Relegation; Kursiv: Statistik nicht vollständig)